# دنيس أوينز
دنيس أوينز (بالإنجليزية: Dennis Owens)‏ هو لاعب كرة قدم أمريكية أمريكي، ولد في 24 فبراير 1960 في كلينتون في الولايات المتحدة.

## وصلات خارجية
- دنيس أوينز على موقع مرجع كرة القدم المحترفة.كوم (الإنجليزية)